# Petr Skoumal

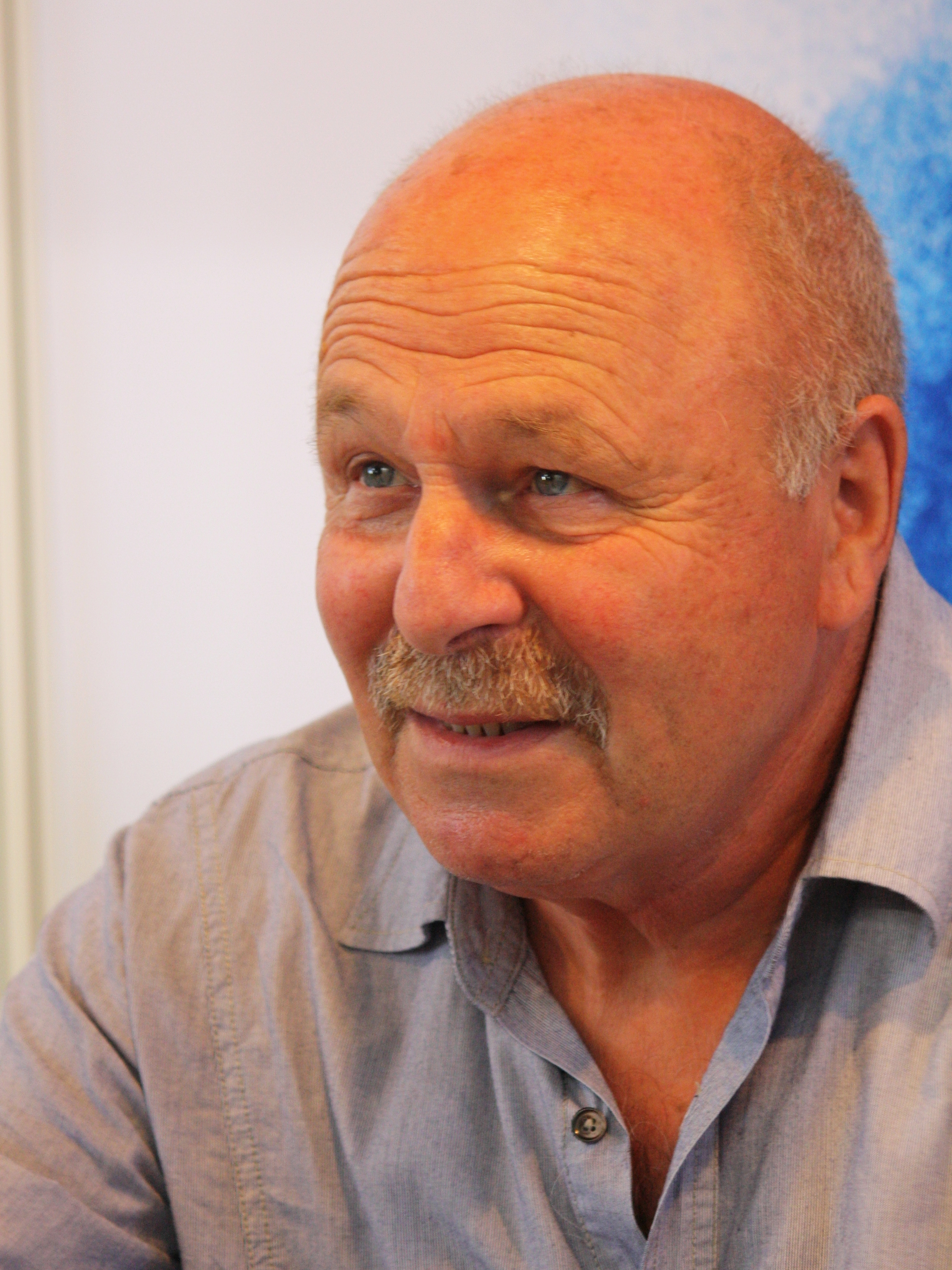
Petr Skoumal in mei 2013.

Pjotr Skoumal (Praag, 7 maart 1938 - aldaar, 28 september 2014) was een Tsjechisch (oorspronkelijk Tsjecho-Slowaaks) componist en zanger.

## Biografie
Skoumal werd geboren als kind van een katholieke vader, Aloys Skoumal, en een joodse moeder, Hana Skoumalová. Zijn peetvader was de Tsjechische katholieke schrijver Jan Čep. Beide ouders van Skoumal verdienden tot aan het begin van de Tweede Wereldoorlog de kost met vertaalwerk vanuit het Engels. Het gezin kwam in de oorlog terecht in een concentratiekamp in Kletendorf, Oostenrijk, van waaruit ze pas na de oorlog terugkeerden.
Skoumal maakte zijn filmdebuut op 8-jarige leeftijd, toen hij een rolletje speelde in de Tsjechische film Nezbedný Bakalář (Nederlands: De ondeugende vrijgezel). Daarna legde hij zich volledig toe op muziek. Hij studeerde onder andere aan het conservatorium van Praag, met als hoofdvak dirigent, en aan de Janáček-muziekacademie in Brno waar hij in 1962 afstudeerde. Daarna kreeg hij een baan bij de Tsjechoslowaakse radio, waar hij zo nu en dan muziek componeerde.In 1966 trad Skoumal toe tot de Činoherním klubu, waar hij regisseur en muziekdramaturg was. Rond diet tijd begon hij op te treden met de zingende dichter en poëtische tekstschrijver Jan Vodňanský. Het duo schreef parodieën, gedichten en liedjes, en reageerden met hun creatieve uitingen soms ook op de politieke situatie in het land. Naar aanleiding van de communistische censuur ten gevolge van de normalisatiepolitiek vanaf 1969 moest het duo het theater gedwongen verlaten, en werd het hen ook verboden om op televisie en radio op te treden. Ze mochten slechts af en toe optreden op enkele kleine podia, en later alleen nog in clubs.
Vanaf de jaren 80 componeerde Skoumal vooral muziek voor speelfilms, animatiefilms en meer dan 150 theater- en televisieproducties, waaronder de muziek voor "... A je to!" (in Nederland bekend als Buurman en Buurman).

## Persoonlijk
Met zijn vrouw, actrice Ilona Svobodová, had Skoumal een zoon. Uit een eerdere relatie met actrice Táňa Fischerová had hij een andere zoon.
Petr Skoumal overleed op 76-jarige leeftijd, en werd gecremeerd op het crematorium van Strašnice in Praag.
- Biblioteca Nacional de España: XX4899486
- Bibliothèque nationale de France: cb14700425c (data)
- Gemeinsame Normdatei: 1280188650
- International Standard Name Identifier: 0000 0000 7827 124X
- Library of Congress Control Number: no2016131789
- MusicBrainz: a5388c7e-950c-44ae-852c-91a701dd312c
- Nationale Bibliotheek van Tsjechië: jn19990009986
- Réseau des bibliothèques de Suisse occidentale: 02-A009203845
- Système universitaire de documentation: 250696487
- Virtual International Authority File: 107004973
- WorldCat: E39PBJv8DrDR8D9CT7fmpHPfbd